# 尾崎準
尾崎 準（おざき じゅん、1973年6月17日 - ）は、日本の男性声優、俳優、ナレーター。ワイスプロダクション正所属。大阪府大阪市生まれ、大阪府枚方市出身。血液型はA型。

## 来歴
日本ナレーション演技研究所養成所生を経て、K・A・Oプロモーション→銀プロダクション→有限会社イエローテイル→株式会社キャラ→ワイスプロダクション。
2019年、公式Twitterにて18禁作品である『殻ノ少女HD』に出演することを発表し、これまで滝沢 アツヤという名義でアダルトゲームに出演していた事を明らかにした。
また、現時点での所属事務所であるキャラや『殻ノ少女HD』の開発元であるInnocent Greyと話し合いを重ね、当時の所属事務所（株式会社キャラ）に限り、旧作『殻ノ少女』からの引き継ぎとして、尾崎 淳（旧芸名）としてSNS上での宣伝が認められたことも明らかにしている。続編『天ノ少女』にも滝沢 アツヤ名義で出演している。
2021年、尾崎 淳 から現芸名 尾崎 準 に芸名を変更したとTwitterで報告した。
2025年6月1日よりワイスプロダクション正所属となった。

## 人物・エピソード
方言は河内弁（北河内弁）。趣味は映画鑑賞、カラオケ、ゲーム、玩具収集、インターネット、ハムスターを愛でる事。特技は声帯模写、声を聞いてどの声優・ナレーターなのかを高確率で当てられる、歌、剣道、サッカー。
幼少期より球技・格闘技問わず多数のスポーツに触れ、剣道は初段を所持している。
尊敬する人物はジェイソン・ステイサム、ドウェイン・ジョンソン、ジェラルド・バトラー、マ・ドンソク、窪田等、古谷徹、千葉繁、山路和弘、諏訪部順一、松岡禎丞、木村昴、花江夏樹、野沢雅子、榊原良子、沢城みゆき。

## 出演

### ゲーム
- アガレスト戦記ZERO（ハスカリヌ、モンスターショップ店員）
  - アガレスト戦記2（ゴードン 他）
- 悪代官3（柳生十兵衛、徳川吉宗、徳川光圀 他）
- アポカリプス 〜ディザイア ネクスト〜（リファイア）
- いつかこの手が穢れる前に -SPECTRAL FORACE LEGACY-（月心、男B）
- うたの☆プリンスさまっ♪（ジョージ（円城寺円） 他）
- ANGEL BULLET（コール・ヤンガー）
- 大奥記（上様、小椋修康）
- 俺がオマエを守る（エストランド・クセルブル）
- カヌチ シリーズ
  - カヌチ 白き翼の章（ツミテ・トコエ）
  - カヌチ 黒き翼の章（ツミテ・トコエ、シル・タカマハラ）
  - カヌチ 二つの翼（ツミテ・トコエ、シル・タカマハラ）
- C.A.T 〜サイバーアタックチーム〜（神寺長官、花咲かおる）
- 四八（仮） -SHIJU HACHI-（柿本秀治、萩中帯善）
- 出撃!! 乙女たちの戦場2〜天翔ける衝撃の絆〜（ミハイル 他）
- 新大戦略バトル・オブ・ソルジャー（ベルナー・テュラム）
- すくぅ〜る・らぶっ!（阿児崎、校長、高翔ケンゾー）
- スゴロクロニクル（総帥シリング）
- スペクトラルジーン（ガナッシュ）
- 世界はあたしでまわってる 〜光と闇のプリンセス〜（戦士ネロ）
- 戦極姫〜戦乱に舞う乙女達〜（木下藤吉郎、真壁氏幹、柴田勝家、百武賢兼、尼子晴久、丹羽長秀）
- デス・コネクション（ダレンツィオ）
- ドラゴン＆コロニーズ（炎の幻獣、魔将軍、スナイパー、ゴーレム、獅子卿レオナード[初代]）
- トラップガンナー（ナレーション）
- Natural2 -DUO-（翔馬の祖父）
- 夏空のモノローグ（沢野井健太郎、父カガハル 他）
- ぱすてるチャイムContinue（リカルド・グレイゼン）
- バスランディング（英語ナレーション）
- 華ヤカ哉、我ガ一族（はるの父、陸軍大将 他）
- パンドラサーガ（エンキドゥ）
- ぷりサガ! 〜プリンセスを探せ!〜（ハンス＝クリストフ）
- ミステリート 〜八十神かおるの事件ファイル〜（コナー局長）
- 萌え萌え2次大戦(略)シリーズ（日本軍司令官）
  - 萌え萌え2次大戦(略)ウルトラデラックス
  - 萌え萌え2次大戦(略)2
  - 萌え萌え2次大戦(略)2 ヤマトナデシコ
  - 萌え萌え2次大戦(略)デラックス
- ログレス物語（アバター種族：大男）
- -流寓街夢- 君に至るコトノハ（デイル・フェルナンデス・雪村）
- ワンド オブ フォーチュンシリーズ（ファタ・モルガナ）
  - ワンド オブ フォーチュン
  - ワンド オブ フォーチュン ポータブル
  - ワンド オブ フォーチュン 〜未来へのプロローグ〜
  - ワンド オブ フォーチュン 〜未来へのプロローグ〜 ポータブル
  - ワンド オブ フォーチュン2 〜時空に沈む黙示録〜
- ミステリート ～八十神かおるの挑戦!～（コナー局長）

#### アダルトゲーム（滝沢アツヤ名義）
- ああっお嬢様っ（国府田真樹由）[8]
- アール18音声素材ブースター Vol.8 滝沢アツヤ クフィール編（基本ボイス、ハキーム）
- AQUA（森重先生 他）
- アトリの空と真鍮の月（堀田武人 他）
- あまなつ（綾瀬太一）
- AliveZ（御堂轟駁）
- Answer Dead（鈴木）
- 戦火 -IKUSABI-（夜叉王、飛燕、小兵左、九宝院玄馬）
- インチキ霊媒師（河瀬）
- ウルトラ魔法少女まなな（副官ボーナム）
- エターナル・キングダム　〜滅びの魔女と伝説の剣〜（ガラハルト、鍛冶屋、帝国指揮官）
- おねだりミルキーパイ（高梨）
- ObsceneGuild -片翼の堕天使-（ゴーバン・マカドミア 他）
- オレと彼女は主従なカンケイ（アラン）
- 殻ノ少女（魚住夾三）[4]
  - 殻ノ少女HD（魚住夾三）[2]
- 天ノ少女（魚住夾三）[5]
- かんなび -神奈備-（角谷巌雄）
- CURE GIRL（米澤次郎）
- 巨乳ファンタジー（ハーゲル1世）
- 巨乳ファンタジー外伝（バザルト1世）
- クレナイノツキ（西園寺功、勝正、蛇鬼 他）
- 鋼炎のソレイユ -CHAOS REGION-（鉄巨人ダンテ、タルンカッペ）
- 故郷の詩（ワッセル）
- ココロの住処（真崎剣太郎）
- さかあがりハリケーン（綺羅金太郎、運転手）
- 三極姫〜乱世、天下三分の計〜（馬騰、韓当、厳顔 他）
- 詩篇69 〜深淵のメサイア〜（フェリクス・ハイドパイル、アクバル・ジル・クリフト）
- シュガーコートフリークス（国王、ハルの父親 他）
- 少女魔法学リトルウィッチロマネスク editio perfecta（古代魔法使い、枢機卿、ヴァンクリフ公）
- 女囚騎士セリシア（ゾーゲム）
- 汁だく接待 〜汁だらけの街〜（亀頭野比造）
  - 汁だく接待 〜おかわり一杯目〜（亀頭野比造）
  - 汁だく接待 〜おかわり二杯目〜（亀頭野比造）
  - 汁だく接待 〜おかわり三杯目〜（亀頭野比造、風来坊）
- SHOGUN8（徳川吉宗、ゲバラ）
- 白銀のソレイユ -Contract to the future-（ファフナー、鴻埜郁人、無量井零、ローゲ）
  - 白銀のソレイユ -Successor of Wyrd-（ファフナー、鴻埜郁人、無量井零、ローゲ）
- 水スペ（ナレーター）
- Sweetest Maman!（二階堂宅矢 他）
- SWAN SONG（田能村慎）
- 性愛学園ふぇち科
- 聖剣のフェアリース（遠藤邦明、騎士団員B 他）
- 赫炎のインガノック（大公爵アステア）
- 蒼穹のソレイユ 〜FULLMETAL EYES〜（オーディン・ビフレイム）
- 大帝国（キングコア、ゴローン・エウンドラ、ロリコフ・バンラー 他）
- 空を仰ぎて雲たかく（ボルドー、エルダー 他）
- タイムカプセル 〜春〜（夏目恭、榎本喜八）
- 超昂閃忍ハルカ（鋼 一刀）
- 月染の枷鎖 -the end of scarlet luna-（鏡恭祐）
- 闘神都市III（槍武者、刀武者、拷問戦士、ヤンキー、ジェダ〜イ、狂王オッズ 他）
- 何処へ行くの、あの日（亜鉛）
- どっぷり中出し学園戦争（真行寺麗美、下川 スミス、執事田川）
- Trample on “Schatten!!” 〜かげふみのうた〜（恩田舜二）
  - Trample on Schatten!! 〜かげふみのうた〜 REVOLUTION+（恩田舜二）[9]
- なつ☆なつ（森永一雄）
- 抜け忍 捕獲、そして調教へ…（幻十郎）
- ぱすてるチャイムContinue（リカルド・グレイゼン、薙原シン）
  - ぱすちゃC++（リカルド・グレイゼン、薙原シン）
- 果てしなく青い、この空の下で…。［完全版］（堀田武人）
- ハルカナソラ（月見山隆之　他）
- Piaキャロットへようこそ!!G.P.（木ノ下泰夫）
- 白光のヴァルーシア（レオ、ダラム、ランドルフ 他）
- ふぃぎゅ@謝肉祭（もーちゃん）
- Primary〜Magical★Trouble★Scramble〜（タルンカッペ＝ソロ 他）
- BLOODY RONDO（神津恵介 他）
- 仏蘭西少女〜Une fille blanche〜（写真機男（劉弘文）、狗狩り 他）
- プリンセスラバー!（フィリップ＝ヘイゼルリンク）
- Blaze of Destiny II（デワルガ、カーライル、ギエフ、グラムワルド）
- Blaze of Destiny III（ヴィルヘルム）
- 紅色天井艶妖綺譚（桃箒、天櫂）
  - 紅色天井艶妖綺譚 藍丸捕物帳（桃箒、天櫂）
- ヘリオトロープ -それは死に至る神の愛-（皇海冬希）
- ヴェルディア幻想曲（シェルミィの父親、常連客3）
- ぼくのたいせつなもの 〜Full Voice Version〜（秋津慎一）
- ぽっと -Rondo for Dears-（町田智行）
- ホリゾーンの上〜預言の書〜（ケルヌンノス）
- ホワイトブレス 〜with faint hope〜（美馬祐士郎）
- まじかるサマー壊決天使 エグゼキュート（長官、一也）
- マスクドシャンハイ 魔都拳侠傳（左文字 俊作〈マスクドシャンハイ〉）[10]
- 乱れて交わる俺と姫（セイガル神父、黒甲冑の騎士）
- 闇夜に踊れ -Witch wishes to commit the Night-（アンジェラ）
- ヨスガノソラ（月見山隆之、担任 他）
- らぶでれーしょん!（早乙女純）
- ルーンロオド（宍戸源八、皇帝ゼネラ 他）
- ロケットの夏（ロス・エクスレプス）
- ロンド・リーフレット（ヘルマン、オスカー、レイモンド・ノーマン）

### OVA

#### 一般
- 魔女っ子モエりん（ブーチョ）

#### 成人向け
- おしえて Re:メイド れっすん1（新津秋人）
- おしえてRe:メイド れっすん2（新津秋人）
- 超昂閃忍ハルカ 壱；双龍輪（鋼一刀 他）
- 超昂閃忍ハルカ 弐；龍の者（鋼一刀 他）
- 超昂閃忍ハルカ 参；いにしえの閃忍（鋼一刀 他）
- 殻ノ少女 第1話（魚住夾三）
- 殻ノ少女 第2話（魚住夾三）

### ドラマCD
- 俺がオマエを守る（ナレーション）
- （株）ツバメ警備保障 （アルマンド＝アレハンドロ＝シマダ、学園長、総理大臣）

#### ドラマCD（滝沢アツヤ名義）
- 殻ノ少女 ドラマCD 第一巻「FILE00 六識事件」（魚住夾三）
- 殻ノ少女 ドラマCD 第二巻「ネアニスの卵」（魚住夾三）
- 殻ノ少女 ドラマCD 第三巻「シェオルの殻」（魚住夾三）

### CMナレーション（ラジオ）
- 大阪トヨペット
- お仏壇の素心
- ろうきんカーライフローン
- ボートピア市原（青年）
- 群馬マツダ
  - 峠道編
  - ファーストクラス編
  - 走り出し編
  - 碓氷峠編
  - ショッピングセンター編
  - 高速道路編
  - 100M編
- イオンシネマ高崎
  - オープン前劇場編
  - オープン後劇場編
- ぼくたちと駐在さんの700日戦争
- 対決9 小野坂昌也VS緑川光『〜史記〜楚漢の二人』

### CMナレーション（TV）
- 小林製薬「ミーミエイド」「マスキュア」「コムレケア」「ウィルテクト」「ダスモック」「ゴホナース」
- 東京ドームシティアトラクションズ
- 上新電機
- 大きいサイズの店フォーエル
- 近畿日本鉄道 新型名阪特急「ひのとり」
- 修優館 夏期講習
- アルペン 春の大感謝祭
- レ・ジェイド高槻宮野町
- ヴェリテ富田林
- アルビオガーデンさい八景
- 大晋建設 ミオビエントアルファ山下
- オカネツ工業
- H.I.Sインプレッソツアー「美しき赤毛のアンの故郷を訪ねる6日間」
- AKB48 コンサートDVD「超公演予定」
- DIR EN GREY
  - シングル「GLASS SKIN」
  - アルバム「UROBOROS」
  - アルバム「DECADE」

### TV番組（アフレコ・ボイスオーバー）
- 歴史秘話ヒストリア（ローマ法王、ペリー 他）
- す・またん！夏休みSP～オジサン達の台湾旅～（ロン）
- Travels to the edge wit Art Wolfe Season2（アリ・グドムンドソン）

### TV番組ナレーション
- 株式会社オプテージ 「～いっぺんOPTAGEのWebセミナー観てもらっていいですか？～」シリーズ
- 南出仁寛・葛西紀明のドラコンレジェンド＃1～＃8
- 東芝プレゼンツ スロープスタイルアルツ2006

### その他ナレーション
- 平安伸銅工業「ラブリコ」WEB動画
- 宇都宮製作
- 大建工業
- 日本ホールディングス
- 日立Astemo
- クボタ
- ヤンマー
- 六甲バター QBB おうちDE居酒屋ベビーチーズ
- 小林製薬「メンズケシミン」WEB動画（歌、ナレーション） 漢方ヒロレス（男性ボイス、ナレーション）
  - 「血めぐり-原因」篇
  - 「血めぐり-タイプ別」篇
  - 「不眠」篇
- 大阪経済大学 WEB動画
- 小林幸伯の大戦略論シリーズ
- 阪急バス 社内VP
- 三菱電機 可児工場VP
- ショーワグローブ 社史VP
- シオノギ製薬 IREBA LABO（Mr.イレーバー）
- 和歌山ミュージアム
- 甲子園コラボグルメ
- 旭化成 社史VP
- 三菱電機住環境システムズ株式会社「換気扇/ジェットタオル～夏セール～」パーティー用VP
- トクハツ 社内VP
- 西鋭夫の「フーヴァートレジャープロジェクト」第一弾：解禁・日本国憲法秘話
- 森口博子25周年アニバーサリーコンサート〜PUZZLEな時間〜（街頭宣伝車）
- 東京スター銀行 ローンダイエット大作戦Ep.1、2、3（ミスター・フリーダム 他）
- カナダ観光局PV
- マイナビ2010 逆モギメン
  - 二階堂晃編
  - 岸孝之編
  - 楠本茜編
  - 高木倫子編
- マイナビ講師プロモーション
- 毎日就職ナビ2008　毎ナビ就活チャンネル
  - 就活チャンネルダイジェスト
  - 就活生をプロデュース
  - 面接クイズ　才木ゼミ
  - なにいってるの！才木弓加VSエレキコミック
  - 早わかり！岡茂信の就活スケジュール
- 毎日就職ナビ2007
- にっぱん 採用動画
- シマンテックシリーズQ＆A
- ベリタスシリーズ
  - DHL成功例
  - 映画俳優協会成功例
  - ウェザーチャンネル成功例
- 新着！スノーボードウェア　パーフェクトカタログ2
- 新着！スノーボードウェア　パーフェクトカタログ
- 幽祈 癒しのコラムコーナー
  - 思い
  - 日記
  - お父さん
  - オムライス
  - ありがとう
- ジョイワーク（サウンドロゴ）

### TV（実写出演）
- 超逆境クイズバトル!! 99人の壁 -アニメ知識王決定戦-（回答者/2021年9月25日放送）
- ベストタイム（金遣いの荒い夫）
- クイズところ変れば！？（ボクサー）
- びっくりハンター（救急隊員、囚人　他）
- 極楽とんぼの飛び蹴りヴィーナス（新聞記者　他）
- 極楽とんぼの飛び蹴りゴッデス（聖歌隊　他）
- ナイナイのウルトラご長寿！大活躍・今どきの若いもんメッタ打ちスペシャル（日本兵）

### その他
- パチスロ
  - CAT'S EYE（課長、守屋）
  - キャッツアイ（犬鳴署課長）
  - 竜馬翔ける！（八平、鉄貴）
  - 探偵物語（チンピラ、警官）
  - 神輿
  - ニューデートライン銀河
  - 破壊王
- パチンコ
  - バーニング番長（火野本紅、泉蒼、おじいちゃん）
  - くるみら西遊伝（牛魔王、カイチ）
  - CR 少年探偵アタル（渋谷警部、老執事）
- 水戸黄門ストラップ（助さん、格さん）
- e-bookリーダー・リブリエ
  - 山月記
  - 藪の中